# ترجمه هری پاتر

نشان مجموعه داستان‌های هری پاتر در ویرایش آمریکایی-انگلیسی و دیگر ویرایش‌های غیر انگلیسی آن

مجموعه داستانهای هری پاتر نوشتهٔ جی.کی. رولینگ یکی از موفق‌ترین رمان‌های نوشته شده در تاریخ حوزهٔ ادبیات کودک و نوجوان است که در بسیاری از کشورها در رده‌های مختلف سنی (بعضاً حتی در میان بزرگسالان) خوانده شده‌است. در آوریل سال ۲۰۱۱ تخمین زده شده بود که این مجموعهٔ داستانی بالغ بر ۴۵۰ میلیون نسخه از آن فروش رفته باشد. این داستان از زبان اصلی آن یعنی زبان انگلیسی به ۶۸ زبان دیگر ترجمه شده است و با توجه به ترجمه‌های مختلف از زبان پرتغالی اروپایی و پرتغالی برزیلی، نویسه‌های چینی سنتی و نویسه‌های چینی ساده‌شده این برگردان از زبان انگلیسی بریتانیای به ۷۰ زبان می‌رسد (فارغ از نسخه‌های متفاوت انگلیسی آمریکایی، والنسیایی و صربی).

## ترجمه‌های غیرمجاز
عدم بردباری بسیاری از طرفداران این مجموعه داستانی سبب شده بود که ترجمه این داستان‌ها در تارنماهای طرفداری به دست چند نویسنده به زبان‌های متفاوت، با سرعت (ترجمه فصل به فصل) انجام شود که این عمل به مثابه نقض قوانین حق تکثیر قلمداد می‌شد. بیشترین موارد اینگونه نقض قوانین حق تکثیر در کشور چین صورت می‌پذیرفت که حتی گاهی این ترجمه‌های غیرمجاز نیز فروخته می‌شدند.
یکی از موارد شگفت در ترجمه غیرمجاز مربوط به کتاب پنجم این مجموعه داستانی به نام هری پاتر و محفل ققنوس می‌شود که این تخلف در سال ۲۰۰۳ در کشور ونزوئلا صورت پذیرفت. این ترجمه غیرمجاز اندکی کوتاه پس از انتشار کتاب انگلیسی زبان آن و پنج ماه پیش از انتشار آن به زبان اسپانیایی بر روی اینترنت قرار گرفت.

یکی دیگر از تخلفات مشهود و نقض قوانین حق تکثیر مربوط به کشور ایران است که با توجه به اینکه این کشور عضو پیمان‌نامه بین‌المللی حق نشر نیست، ناشران متخلف ایرانی به دلیل تخطی از این قانون بین‌المللی و عدم پرداخت هزینهٔ حق امتیاز این کتاب، محاکمه نشدند.